# Ardre
De Ardre is een rivier in het noordoosten van Frankrijk. De Ardre stroomt door het departement Marne, in de regio Grand Est. De rivier ontspringt in de omgeving van Saint-Imoges en mondt na 39,3 km bij Fismes uit in de Vesle vanwaar het water via de Aisne, deOise en de Seine naar zee stroomt.
- Bibliothèque nationale de France: cb11977419h (data)
- Virtual International Authority File: 246500029